# Stereodon neglectus
Stereodon neglectus là một loài Rêu trong họ Hypnaceae. Loài này được (Brid.) Brid. mô tả khoa học đầu tiên năm 1827.